# Mount Paish
Mount Paish ist ein Berg im ostantarktischen Enderbyland. Er ragt 2,5 km östlich des Mount Torckler und 43 km südwestlich des Stor Hånakken auf.
Luftaufnahmen der Australian National Antarctic Research Expeditions aus dem Jahr 1957 dienten seiner Kartierung. Das Antarctic Names Committee of Australia benannte ihn nach Peter G. Paish, Wetterbeobachter auf der Wilkes-Station im Jahr 1961.